# Amusing the Amazing
Amusing the Amazing es el primer trabajo en forma de EP de la banda de stoner rock Slo Burn editado en 1997. 
Contiene 4 canciones, aunque posteriormente se reeditaron, en el 2001, junto con las demos no editadas del grupo en un CD publicado por el sello australiano Red Ant Entertainment.
Cuentan en la producción con Chris Goss, viejo conocido de García, que ya había trabajado con Kyuss.
Lo que García sabía era que tanto el sonido como los miembros de su nuevo proyecto sería inevitablemente comparado con su anterior grupo. Siendo quizás el más perjudicado Chris Hale a la guitarra, en lugar del afamado Josh Homme, aunque hace un buen trabajo en el disco.
En cuanto al sonido presente en el EP sigue la línea marcada por Kyuss, siendo una prolongación de los mismos, como buena muestra de ello es la canción "Pilot the Dune". Ese sonido que ha sido etiquetado como stoner rock con guitarras desérticas, sonido denso, riffs feroces, y esa inconfundible voz de unos de los principales exponentes del mencionado estilo. 
Todas las canciones fueron escritas entre el grupo y Chris Goss.

## Lista de canciones
1. "The Prizefighter" (2:16)
2. "Muezli" (5:12)
3. "Pilot the Dune" (3:28)
4. "July" (4:51)

Estas son las demos que aparecieron en la reedición junto a las 4 anteriores:
1. "Wheel Fall" o " Slo Burn" (4:08)
2. "Positiva" (4:25)
3. "Cactus Jumper" (2:58)
4. "Round trip" (2:29)
5. "Snake Hips" (3:49)

Aunque también circula una edición con una canción adicional “Son of God” en directo. 

## Formación
- John Garcia - Voz
- Chris Hale – Guitarra
- Damon Garrison – Bajo
- Brady Houghton – Batería